# Maria Manuela Soares de Oliveira Marques da Mota
Maria Manuela de Almeida Campos Soares de Oliveira Marques da Mota
(Lisboa, 14 de Dezembro de 1929), é uma museóloga e conservadora de Arte Islâmica.

## Vida e realizações
Formada em História e Filosofia pela Universidade de Lisboa, com pós-graduação em Arte Islâmica e Oriental na Universidade de Nova Iorque, bolseira do programa Fulbright, Maria Manuela Marques da Mota foi conservadora de Arte Islâmica e Oriental no Museu Calouste Gulbenkian de 1960 a 1995.

Fundadora da Associação Portuguesa de Museologia (APOM), da qual foi presidente entre 1975 e 1991.

## Prémios
Em 2010 foi agraciada com o Prémio Personalidade do ano na Área da Museologia.